# 1549 no Brasil
Esta é uma cronologia dos fatos acontecimentos de ano 1549 no Brasil.

## Incumbentes
- Rei – D. João III (1521–1557)
- Governador-geral – Tomé de Sousa (1549–1553)

## Eventos
- 7 de janeiro:  Portugal cria um governo central para administrar seus territórios ultramarinos na América do Sul, sendo Tomé de Sousa o escolhido pela Coroa portuguesa como o primeiro Governador-Geral do Estado do Brasil.[1]
- 29 de janeiro: O Governo-Geral do Brasil é instituído por Carta Régia de D. João III de Portugal.
- 29 de março: Tomé de Sousa chega à Bahia. A cidade de Salvador, atual capital da Bahia, é fundada e torna-se a primeira capital brasileira. Os primeiros jesuítas chegam ao país.